# Apatura theia
Apatura theia är en fjärilsart som beskrevs av Franz Dannehl 1925. Apatura theia ingår i släktet Apatura och familjen praktfjärilar. Inga underarter finns listade i Catalogue of Life.